# Kambodschanische Badmintonmeisterschaft 1959
Die Kambodschanische Badmintonmeisterschaft 1959 fand in Phnom Penh statt. Es war die zweite Austragung der nationalen Titelkämpfe von Kambodscha im Badminton.

## Titelträger
| Disziplin    | Sieger                    |
| ------------ | ------------------------- |
| Herreneinzel | Smas Slayman              |
| Dameneinzel  | nicht ausgetragen         |
| Herrendoppel | Ly Phsou Luong Minh Phung |
| Damendoppel  | nicht ausgetragen         |
| Mixed        | nicht ausgetragen         |